# Колесник, Пётр Иосифович
Пётр Иосифович Колесник (укр. Петро Йосипович Колесник; 28 января 1905, с. Барышевка, Переяславский уезд, Полтавская губерния, Российская империя — 9 августа 1987, Киев) — украинский и советский писатель

, литературовед,  журналист . Доктор филологических наук (1964).

## Биография
В 1928 году окончил Киевский Институт народного образования. Был членом литературного объединения «Молодняк», затем ВУСПП, Союза писателей Украины (1934).
С 1929 года преподавал в вузах Киева. Был преподавателем областной партийной школы, кооперативного, медицинского и театрального институтов, доцентом Киевского государственного университета. Закончил аспирантуру (1931).
В 1931—1932 годах работал исполняющим обязанности редактора журнала «Молодняк», заведующим отдела журнала «Радянська література» (1932—1934), в Институте литературы АН УССР (Киев, 1931—1937 и 1956—1971).
12 июня 1937 года был арестован по обвинению в контрреволюционной националистической деятельности, осуждён к 10-ти годам лагерей, приговор отбывал в Печорских исправительно-трудовых лагерях. Освободился в 1947 году. 4 февраля 1949 года арестован повторно и выслан в г. Енисейск Красноярского края, где находился до 1954 года. Реабилитирован в 1955 году.

## Творчество
Дебютировал в 1928 году в журнале «Молоді загони» («Молодые отряды»). Затем печатался в газетах «Пролетарская правда», «Литературная газета», журналах «Молодняк», «Жизнь и революция», «Глобус», «За марксистско-ленинскую критику», "Литературная критика " и др.
Прозаик. Автор романов «Боротьба» (про возникновение «контрреволюции» на Украине; журнал «Життя й революція», 1932), «На фронті сталися зміни» (про события Первой мировой войны; Киев, 1935; 1959; русский перевод — Москва, 1959), «Терен на шляху» (Киев, 1959; 1965; 1975; Львов, 1980; русский перевод — Москва, 1960), «Поет під час облоги» (обе — про И. Франко; Киев, 1980; русский перевод — Москва, 1986).
Представитель социологической школы в украинском литературоведении (1930-е годы);со временем культивировал историко-функциональный подход с центром внимания к эстетической природе художественного произведения, в частности в монографии «Коцюбинський — художник слова» (Киев, 1964). Исследовал украинский литературный процесс конца XIX — первой половины XX века, творчество И. Франко, М. Коцюбинского, Ю. Яновского, Л. Смелянского, П. Тычины, И. Сенченко, а также М. Шолохова, Н. Островского. Написал предисловия к «Антології українського оповідання» (Киев, 1960), изданий произведений И. Франко, М. Коцюбинского, С. Руданского, Л. Глибова.